# No. 4 Squadron RAAF
Le No. 4 Squadron est un squadron de la force aérienne royale australienne (RAAF). Il est composé de contrôleurs de combat (Combat Controller) des forces spéciales de l'armée de l'air, de membres d'équipage du Pilatus PC-21 et d'instructeurs pour le cours de Joint terminal attack controller (en) (JTAC).
L'escadron était auparavant une unité de chasse et d'appui aérien pour l'armée de terre. Il a été actif durant la Première et la Seconde Guerre mondiale. Formé à la fin de 1917, il opère sur le front occidental dans le cadre de l'Australian Flying Corps jusqu'à l'armistice en novembre 1918. Il est dissous après la guerre au milieu de l'année 1919 mais est recréé en 1937 et 1940. En 1942, il est déployé en Nouvelle-Guinée où il appuie les forces militaires en effectuant des repérages pour l'artillerie et en fournissant une reconnaissance et un appui aérien rapproché. Au fil de la guerre, l'escadron participe aux campagnes de la péninsule de Huon, de Nouvelle-Bretagne et de Bornéo. Il est dissous au début de l'année 1948 mais est reformé le 2 juillet 2009 pour assurer la formation des contrôleurs aériens et soutenir le Army Special Operations Command.

## Composition
Le No. 4 Squadron est un squadron de la force aérienne royale australienne (RAAF) et est composé de trois escadrilles désignés A, B et C ainsi que de sections de maintenance/logistique et d'une petite équipe administrative.

### Escadrille A
L'escadrille A est composée d'équipages responsables de l'exploitation de Pilatus PC-21. Les avions sont basés à la base Williamtown de la RAAF et sont utilisés pour former les contrôleurs d'attaque terminale conjointe (JTAC ou Joint terminal attack controller (en)). L'escadrille était auparavant équipée de Pilatus PC-9A(F), variante Forward Air Control (FAC) de l'avion.

### Escadrille B - Combat Control Team (CCT)
L'escadrille B est la Combat Control Team (CCT) et est composée de contrôleurs de combat responsables de la reconnaissance, du contrôle des attaques terminales conjointes et des opérations des forces avancées, soit dans le cadre d'une force avancée plus importante (soutenant le Special Air Service Regiment (en) ou les commandos du 1er (en) ou du 2e régiment de commando (en)), soit de manière indépendante. Les contrôleurs de combat fournissent une variété de compétences, notamment le contrôle aérien avancé de l'appui aérien offensif, la reconnaissance des zones d'atterrissage, l'observation de la météorologie aérienne et la gestion de l'espace aérien.
Le Special Tactics Project est créé en 2007 pour former le personnel de l'armée de l'air comme contrôleurs de combat, soit un rôle similaire aux contrôleurs de combat de l'US Air Force, à la suite d'une demande du Special Operations Command (en) en 2006,,. Entre 2008 et 2009, trois groupes terminent la formation initiale et quatre membres sont déployés lors d'opérations de combat en Afghanistan avec le Special Operations Task Group (SOTG). Les contrôleurs de combat servent de façon continue avec le SOTG à partir de 2008 en effectuant une rotation des contrôleurs à chaque rotation du SOTG jusqu'au retrait final des forces. En juillet 2009, le Special Tactics Project devient l'escadrille B du No. 4 Squadron réformé.

### Escadrille C
L'escadrille C dispense le cours de contrôleur d'attaque de terminal interarmées (JTAC) de l'ADF ainsi que l'accréditation continue des diplômés. En 2005, l'armée de l'air australienne devient la première armée de l'air étrangère à recevoir l'accréditation de contrôleur d'attaque terminale interarmées (JTAC (en)) du commandement des forces interarmées des États-Unis (USJFCOM),. Plus de 300 étudiants ont été diplômés depuis 1997.

## Histoire

### Première Guerre mondiale

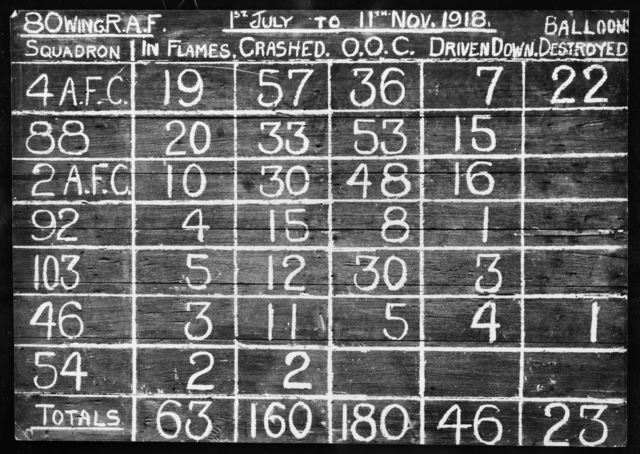
Tableau d'affichage des victoires aériennes revendiquées par la de juillet à novembre 1918. Les unités listées sont : No. 4 Squadron AFC, No. 88 Squadron RAF, No. 2 Squadron AFC, et les No. 92, No. 103, No. 46 et No. 54 Squadron RAF.

Le No. 4 Squadron est créé le 16 octobre 1916, en pleine Première Guerre mondiale, en tant qu'unité de l'Australian Flying Corps (AFC) à Point Cook, dans l'Etat de Victoria,. Selon le journal de guerre de l'unité, le capitaine Andrew Lang prend le commandement du squadron et de son effectif initial le 25 octobre, soit un officier et 26 hommes. Peu après sa formation, le squadron part pour l'Angleterre, arrivant à Castle Bromwich pour un entraînement supplémentaire en mars 1917,.
L'unité arrive en France le 18 décembre 1917. Pendant son séjour sur le front occidental, elle est affectée à la No. 80 Wing RAF (en). Utilisant des Sopwith Camel et des Sopwith Snipe, elle effectue des missions de balayage aérien, fournissait un soutien aérien à l'armée et effectue des raids sur les pistes d'atterrissage allemandes. Le No. 4 Squadron revendique plus de victoires aériennes que toute autre unité de l'AFC : 199 avions ennemis détruits. En outre, 33 ballons ennemis sont détruits ou abattus.
Parmi les membres de l'unité figurent le capitaine Harry Cobby, principal as de l'AFC pendant la guerre, crédité la desctruction de 29 avions et ballons d'observation, et le capitaine George Jones, qui abat sept avions et est ensuite chef d'état-major de la RAAF pendant dix ans. Les as Roy King, Edgar McCloughry, Herbert Gilles Watson (en), Thomas Baker, Leonard Taplin (en), Leonard Taplin (en), Thomas Barkell, Norman Trescowthick (en) et Garnet Malley  ont servi également dans le squadron.
Après l'armistice, le No. 4 Squadron reste en Europe et est basé à Cologne, en Allemagne, dans le cadre de l'armée d'occupation britannique. Il retourne en Australie en mars 1919 et est dissous à Melbourne en juin.

### Seconde Guerre mondiale
Le No. 4 Squadron est reformé le 3 mai 1937 en tant qu'unité de reconnaissance générale à la RAAF Station Richmond, en Nouvelle-Galles du Sud. L'unité utilise des Hawker Demon avant de prendre livraison de son premier Avro Anson le mois suivant. Re-numéroté No. 6 (General Reconnaissance) Squadron le 1er mars 1939, le No. 4 Squadron est reformé à nouveau à Richmond le 17 juin 1940, cette fois comme unité de coopération avec l'armée. Équipé à l'origine de Demon et de de Havilland Moth (en), il est converti à l'utilisation de CAC Wirraway en septembre et déménage à Canberra plus tard dans le mois. Le 20 mai 1942, le No. 4 Squadron est déployé à l'aérodrome de Camden (en), où il effectue des patrouilles anti-sous-marines ainsi que des sorties d'entraînement pour la coopération avec l'armée, avant d'être redéployé dans le Queensland, puis en novembre en Nouvelle-Guinée.

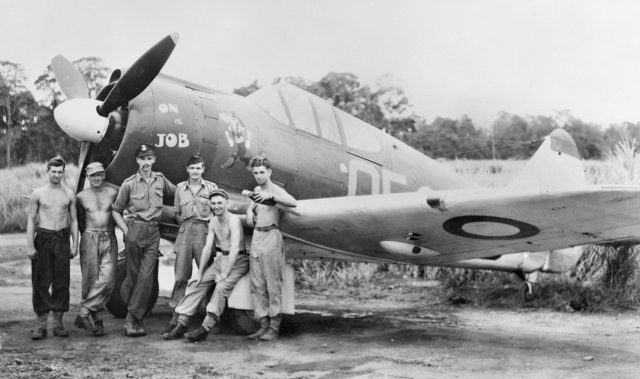
Chasseur Boomerang du No. 4 Squadron avec une équipe au sol en Nouvelle-Guinée en octobre 1943.

La tâche initiale du squadron en Nouvelle-Guinée est de soutenir les forces américaines et australiennes durant la bataille de Buna-Gona. Jusqu'à la fin de la guerre, l'escadron joue un rôle de coopération avec l'armée, en fournissant aux forces terrestres des services d'observation d'artillerie, de reconnaissance et d'appui aérien rapproché. Le 26 décembre 1942, un des Wirraway de l'escadron, piloté par le pilot officer John Archer, abat un Nakajima Ki-43,. Il s'agit du seul avion abattu par un Wirraway pendant la guerre, ce qui vaut à Archer la Silver Star américaine,,. Le 31 janvier 1943, l'escadron envoie un de ses escadres à Wau, où il participe à la bataille de Wau.
En mai 1943, le No. 4 Squadron est rééquipé d'avions de chasse CAC Boomerang. Ils sont destinés à être utilisés dans un rôle de reconnaissance tactique. Opérant avec ces nouveaux appareils ainsi qu'avec certains Wirraway qu'il a conservés, l'escadron soutient les 7e et 9e divisions d'infanterie australiennes pendant la campagne de la péninsule de Huon. Il utilise également six Piper Cub comme avions de liaison pendant ces campagnes. L'escadron continue à soutenir les unités de l'armée australienne, de l'armée américaine et du corps des Marines en Nouvelle-Guinée et en Nouvelle-Bretagne jusqu'en mars 1945, date à laquelle il est déployé à Morotai puis sur l'île de Labuan pour soutenir les forces terrestres australiennes durant la campagne de Bornéo. L'unité soutient la campagne de la 9e division dans le nord de Bornéo et le débarquement de la 7e division à Balikpapan. Les pertes pendant la guerre s'élèvent à 37 personnes tuées.

### Les années d'après-guerre
Après la guerre, le No. 4 Squadron rentre en Australie le 14 novembre 1945 et est à nouveau basé à Canberra. Il se rééquipe de P-40 Kittyhawk récent, ayant reçu quelques appareils de ce type à Bornéo, puis des CAC Mustang et Auster au début de 1947. Après avoir terminé l'entraînement sur ses nouveaux appareils, l'escadron fait une démonstration de sa puissance de feu pour les cadets du collège militaire royal de Duntroon lors d'un exercice à Braidwood en septembre 1947. Le 7 mars 1948, le No. 4 Squadron cesse d'exister, après avoir été renommé No. 3 Squadron.
Le No. 4 Squadron est reformé le 3 juillet 2009 à la base Williamtown de la RAAF pour former des contrôleurs aériens avancés (en) (Forward Air Controllers ou FAC). L'unité de développement du contrôle aérien avancé (FACDU) de la No. 82 Wing, qui exploite des Pilatus PC-9, est fusionnée dans la nouvelle unité, ainsi que le Special Tactics Project,. Cela permet de poursuivre la présence des FAC à Williamtown qui avait été maintenue par la FACDU et le No. 4 Flight, qui a exploité des Winjeel à partir de Williamtown de 1970 à 1989. Les Pilatus PC-9 du No. 4 Squadron sont remplacés par des Pilatus PC-21 en 2020.

## Aéronef exploité

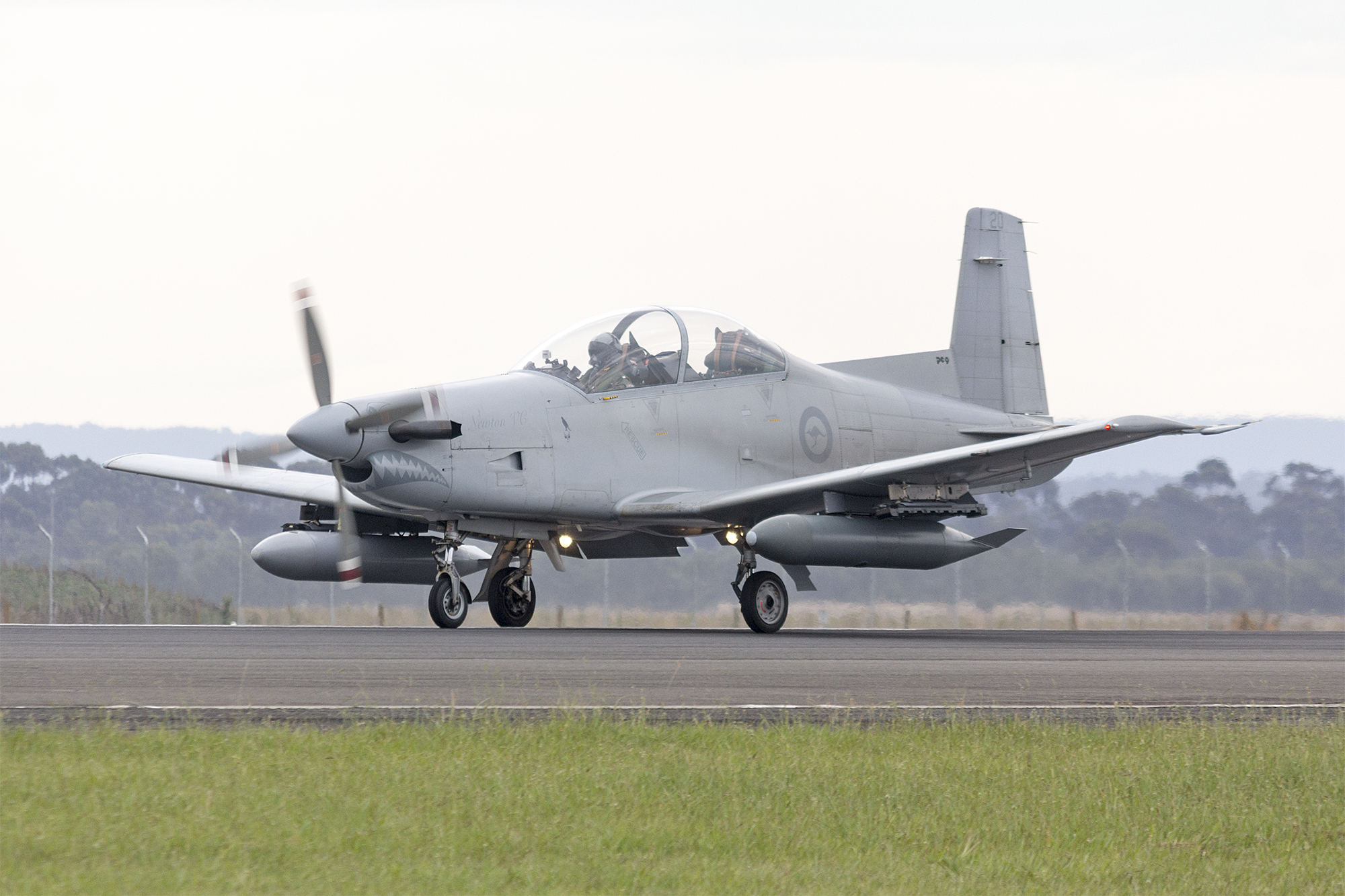
Un Pilatus PC-9A du No. 4 Squadron en 2015.

Le No. 4 Squadron a exploité les avions suivants, :
- Sopwith Camel (1917–1918)
- Sopwith Snipe (1918–1919)
- Hawker Demon (1937 and 1940)
- Avro Anson (1937–1939)
- de Havilland Moth Minor (1940–1941)
- CAC Wirraway (1940–1945)
- de Havilland Tiger Moth (1942–?)
- CAC Boomerang (1943–1945)
- Piper Cub (1943–1944)
- Curtiss P-40 Kittyhawk (1945–1947)
- CAC Mustang (1947–1948)
- Auster AOP III (1947–1948)
- Pilatus PC-9 (2009–2019)
- Pilatus PC-21 (2020–)